# Darío Castrillón Hoyos
Darío kardinál Castrillón Hoyos (4. července 1929 Medellín – 18. května 2018) byl kolumbijský římskokatolický kněz, vysoký úředník římské kurie, kardinál.

## Kněz
Kněžské svěcení přijal 16. října 1952. Poté pokračoval ve studiích v Římě a Lovani (studoval kanonické právo a sociologii). Po návratu do vlasti působil jako kněz v diecézi Santa Rosa de Osos, katecheta a generální sekretář Kolumbijské biskupské konference.

## Biskup
V červnu 1971 byl jmenován biskupem koadjutorem diecéze Pereira, biskupské svěcení přijal 18. července téhož roku. Ordinářem diecéze Pereira se stal 1. července 1976. V letech 1983 až 1987 byl generálním sekretářem a v letech 1987 až 1991 předsedou CELAM. V prosinci 1992 ho papež Jan Pavel II. jmenoval arcibiskupem arcidiecéze Bucaramanga. Od června 1996 přešel do práce v římské kurii. Stal se proprefektem Kongregace pro klérus a rezignoval proto na vedení arcidiecéze Bucaramanga.

## Kardinál
Při konzistoři 21. února 1998 byl jmenován kardinálem. Po kardinálské nominaci se stal plnoprávným prefektem kongregace a v dubnu 2000 byl navíc jmenován předsedou Papežské komise "Ecclesia Dei". Při konkláve v roce 2005 byl zmiňován mezi papabile – možnými kandidáty na papeže.
V souvislosti s dovršením kanonického věku 75 let přijal papež Benedikt XVI. jeho rezignaci na funkci prefekta Kongregace pro klérus (novým prefektem se stal brazilský kardinál Cláudio Hummes).